# Manuel Kellner
Pour les articles homonymes, voir Kellner.
Manuel Kellner, né le 25 juillet 1955, est un écrivain, journaliste et militant trotskiste allemand.

## Biographie
Kellner a étudié l'Histoire et les sciences politiques à l'Université technique de Rhénanie-Westphalie à Aix-la-Chapelle. En 2006, il reçoit un doctorat pour son travail sur la pensée théorique d'Ernest Mandel.
En 2004, il publie une introduction au trotskisme. En 2010, il rédige sa deuxième œuvre Kritik der Religion und Esoterik, qui est publiée en ligne par Schmetterling Verlages sur theorie.org,.
Kellner est membre du parti allemand d'extrême gauche Internationale Sozialistische Linke et un collaborateur du journal politique Sozialistische Zeitung,. Il était aussi collaborateur du député Michael Aggelidis, également membre de l'Internationale Sozialistische Linke.

## Publications
- (de) Manuel Kellner, Trotzkismus. Einführung in seine Grundlagen : Fragen nach seiner Zukunft, Stuttgart, 2004
- (de) Manuel Kellner, Gegen Kapitalismus und Bürokratie : zur sozialistischen Strategie bei Ernest Mandel, Karlsruhe/Köln, Neuer isp-Verlag, 2010, 464 p. (ISBN 978-3-89900-022-1)
- (de) Manuel Kellner, Kritik der Religion und Esoterik : Außer sich sein und zu sich kommen, Stuttgart, 2010
- (de) Manuel Kellner, Ekkehard Lieberam et Robert Steigerwald, Reform und Revolution, Hambourg, 2013